# Forts de l'Est et de l'Ouest des Buis
 (octobre 2015).
Si vous disposez d'ouvrages ou d'articles de référence ou si vous connaissez des sites web de qualité traitant du thème abordé ici, merci de compléter l'article en donnant les références utiles à sa vérifiabilité et en les liant à la section « Notes et références ».
Les forts de l'est et de l'ouest des Buis sont deux fortifications de la fin du XIXe siècle faisant partie de la place fortifiée (camp retranché) de Besançon dans le département du Doubs.

## Histoire
Lors de la guerre de 1870, un premier camp retranché est construit à la hâte. Les collines entourant la ville sont dotées de six redoutes, cinq batteries, et deux fortins, ceux de l'est et de l'ouest des Buis qui recevront quatre pièces d'artillerie. À partir de 1872, le général Séré de Rivières réaménage les défenses du pays en mettant en œuvre son système composé de rideaux défensifs, forts d'arrêt et places fortes de premier et second rideau. Besançon est l'une de ces places. Son camp retranché  est constitué  de 1872 à 1893, une ceinture de forts et batteries reprenant en partie les sites de 1870 est mise en place. Les fortins des Buis rebaptisés forts sont conservés, mais ne feront l'objet que de réaménagements minimes.

## Description
De par leur position en retrait et parallèlement à la ligne de forts Montfaucon-Fontain-Rolland-Pugey, les Buis jouaient un rôle stratégique dans le système défensif de la capitale comtoise.
Situés sur la crête dite Mont des Buis, à 490 m d'altitude de part et d'autre du hameau bisontin de La Chapelle des Buis, les forts sont en limites intercommunales. Le fort de l'est est à cheval entre Besançon et Morre alors que celui de l'ouest se partage entre Besançon, Fontain et Beure.
Les deux ouvrages fortifiés sont identiques : forme hexagonale, fossés de section réduite sans murs maçonnées et ne comportant pas d'organes de flanquement, positions d'artillerie (cinq emplacements de pièces protégés par quatre traverses) et d'infanterie, hangar d'artillerie et, en 1886, magasin à poudre.
En 1887, un nom Boulanger leur sera attribué : fort Montbarrey pour celui de l'est (prince Alexandre- Marie Eleonor de Mauris Montbarrey né à Besançon), fort Michaud pour l'ouest (général de division Claude-Ignace Michaud né à Chaux-Neuve).
Les vestiges des fort est et ouest sont situées à 400 m et 1 250 m du hameau. Les deux magasins à poudre très ruinés  subsistent ainsi que le hangar des Buis-est.

## Visite
Partant du dernier virage avant la Chapelle-des-Buis, un sentier (ex chemin stratégique) conduit au fort de l'ouest. Il passe devant le magasin à poudre qui est creusé en semi-caverne et ne comporte qu'une entrée et une chambre des poudres. À l'arrivée au fort, le soubassement du hangar d'artillerie est visible. Il est possible de parcourir le fond du fossé, de faible profondeur, en faisant son tour complet. Par contre, la végétation ayant repris ses droits, la localisation des plates-formes d'artillerie et traverses est quasiment impossible.
Au hameau de la Chapelle-des Buis, la route fléchée "Notre-Dame de la Libération" est le chemin stratégique de l'ex fort des Buis-est. Elle passe devant le hangar d'artillerie (unique exemplaire de hangar du XIXe siècle sur la place de Besançon) et le magasin à poudre en semi-caverne identique au précédent. Après avoir franchi sur un ponceau les restes du fossé, nous arrivons sur le parking du site de mémoire de la seconde guerre mondiale avec sa crypte de 1949 et sa statue monumentale d'une Vierge à l'enfant. Parking et crypte occupent l'essentiel de l'intérieur du fort. Les travaux ont fait disparaître l'aménagement des positions d'artillerie, seuls les vestiges des fossés sont visibles ainsi que ceux du chemin couvert longeant le fossé sud.

## Les forts hier et aujourd'hui
Les forts n'eurent  à combattre  ni en 1871 ni après. À partir du début du XXe siècle, les deux sites sont déclassés par l'armée avant d'être complètement abandonnés comme de nombreuses autres fortifications de la ville. Ce sera le cas pour le fort des Buis-ouest. Quant à celui de l'est, il sera acquis en 1946 par le Diocèse de Besançon afin d'y construire une crypte à la mémoire des victimes civiles et militaires du diocèse au cours de la seconde guerre mondiale, et ce, sans distinction de religions. Il trouve ainsi une nouvelle affectation :  lieu de commémoration et de recueillement.
Le diocèse de Besançon est propriétaire de l'emprise de l'ex fort de l'Est et une société Haut-Saônoise a acquis celles du magasin et du hangar. Les deux sites (fort et magasin à poudre) de l'ouest des Buis sont devenus communaux.

## Galerie

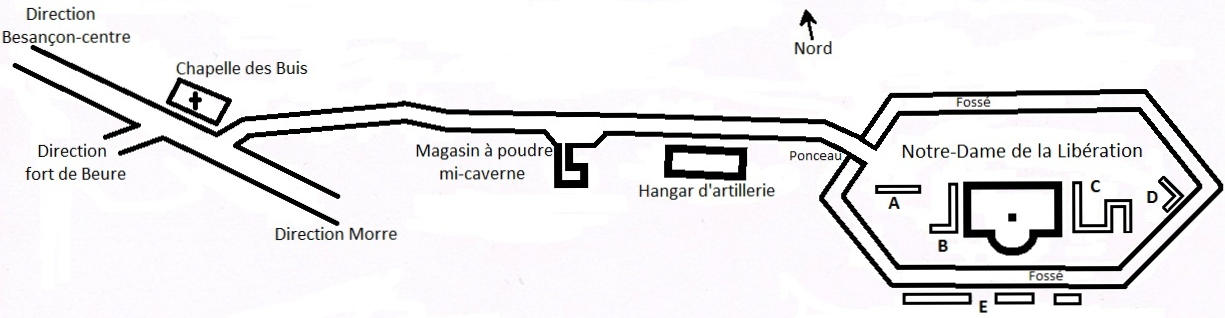
Plan de l'est des Buis
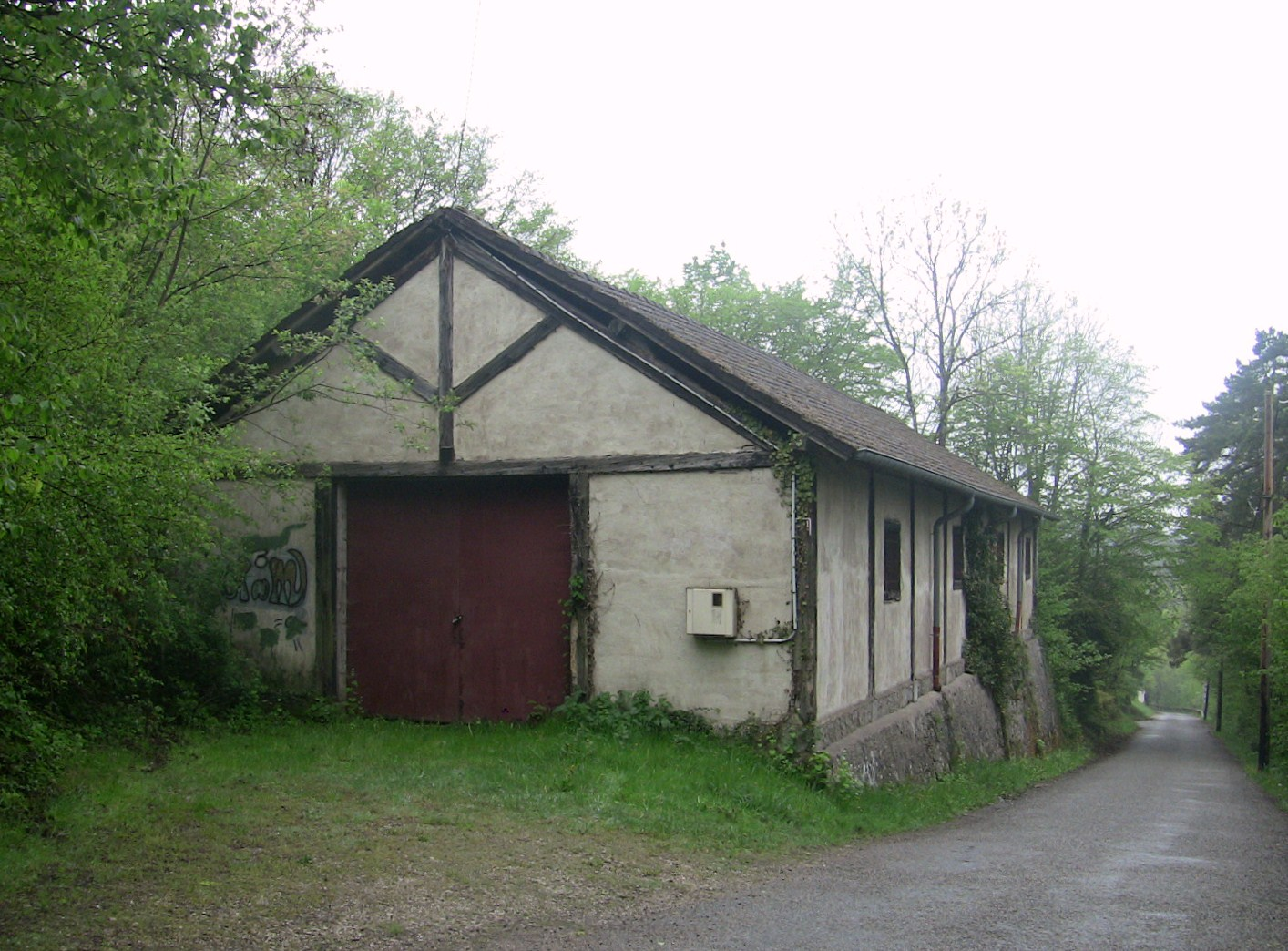
Hangar d'artillerie de l'est des Buis
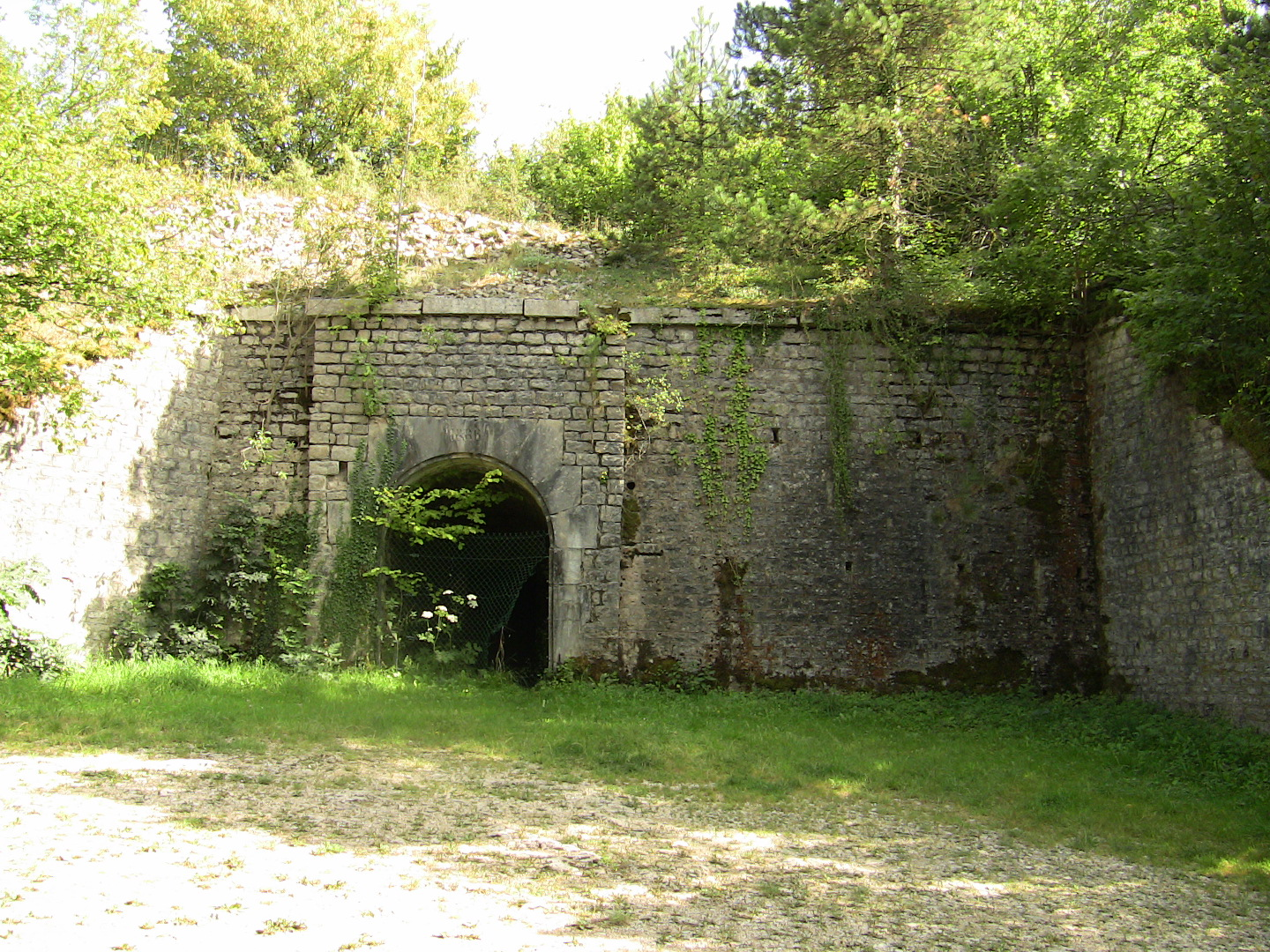
Magasin à poudre de l'est des Buis